# Plagiomnium carolinianum
Plagiomnium carolinianum là một loài Rêu trong họ Mniaceae. Loài này được (L.E. Anderson) T.J. Kop. mô tả khoa học đầu tiên năm 1977.